# Championnats d'Océanie de BMX freestyle 2023
Navigation
Édition précédente Édition suivante
Les championnats d'Océanie de BMX freestyle 2023 ont lieu le 20 mars 2023 à Brisbane en Australie.

## Podiums
| Épreuves           | Or           | Argent        | Bronze         |
| ------------------ | ------------ | ------------- | -------------- |
| BMX Freestyle Park |              |               |                |
| Élite hommes       | Logan Martin | Jaie Toohey   | Alec Danelutti |
| BMX Freestyle Park |              |               |                |
| Élite femmes       | Sarah Nicki  | Natalya Diehm | Anais Prince   |